# Serra de Llagunes
La Serra de Llagunes és una serra situada al municipi de les Valls d'Aguilar a la comarca de l'Alt Urgell, amb una elevació màxima de 1.786 metres.
El paisatge dominant és submediterrani, amb pinedes de pi roig.